# Leucophora gagatea
Leucophora gagatea är en tvåvingeart som först beskrevs av Robineau-desvoidy 1830.  Leucophora gagatea ingår i släktet Leucophora och familjen blomsterflugor.
Artens utbredningsområde är Frankrike. Inga underarter finns listade i Catalogue of Life.